# Jozef Antalovič
Jozef Antalovič (* 29. května 1975 Nitra) je bývalý slovenský fotbalista, obránce.

## Fotbalová kariéra
V posledním ročníku společné československé ligy hrál za FC Nitra, nastoupil v 15 utkáních a dal 1 gól. Ve slovenské lize hrál za FC Nitra a ŠK Slovan Bratislava, nastoupil v 91 utkáních a dal 8 gólů. V české lize nastoupil za FK Jablonec 97 v 6 utkáních.

## Ligová bilance
| Ročník                                   | Zápasy | Góly | Klub                 |
| ---------------------------------------- | ------ | ---- | -------------------- |
| 1. československá fotbalová liga 1992/93 | 15     | 1    | FC Nitra             |
| Corgoň liga 1995/96                      | 25     | 0    | FC Nitra             |
| Corgoň liga 1996/97                      | 21     | 2    | FC Nitra             |
| Corgoň liga 1997/98                      | 20     | 3    | ŠK Slovan Bratislava |
| Corgoň liga 1998/99                      | 2      | 0    | ŠK Slovan Bratislava |
| Gambrinus liga 1999/00                   | 6      | 0    | FK Jablonec          |
| LIGA CELKEM                              | 89     | 6    |                      |